# جيب (ملابس)

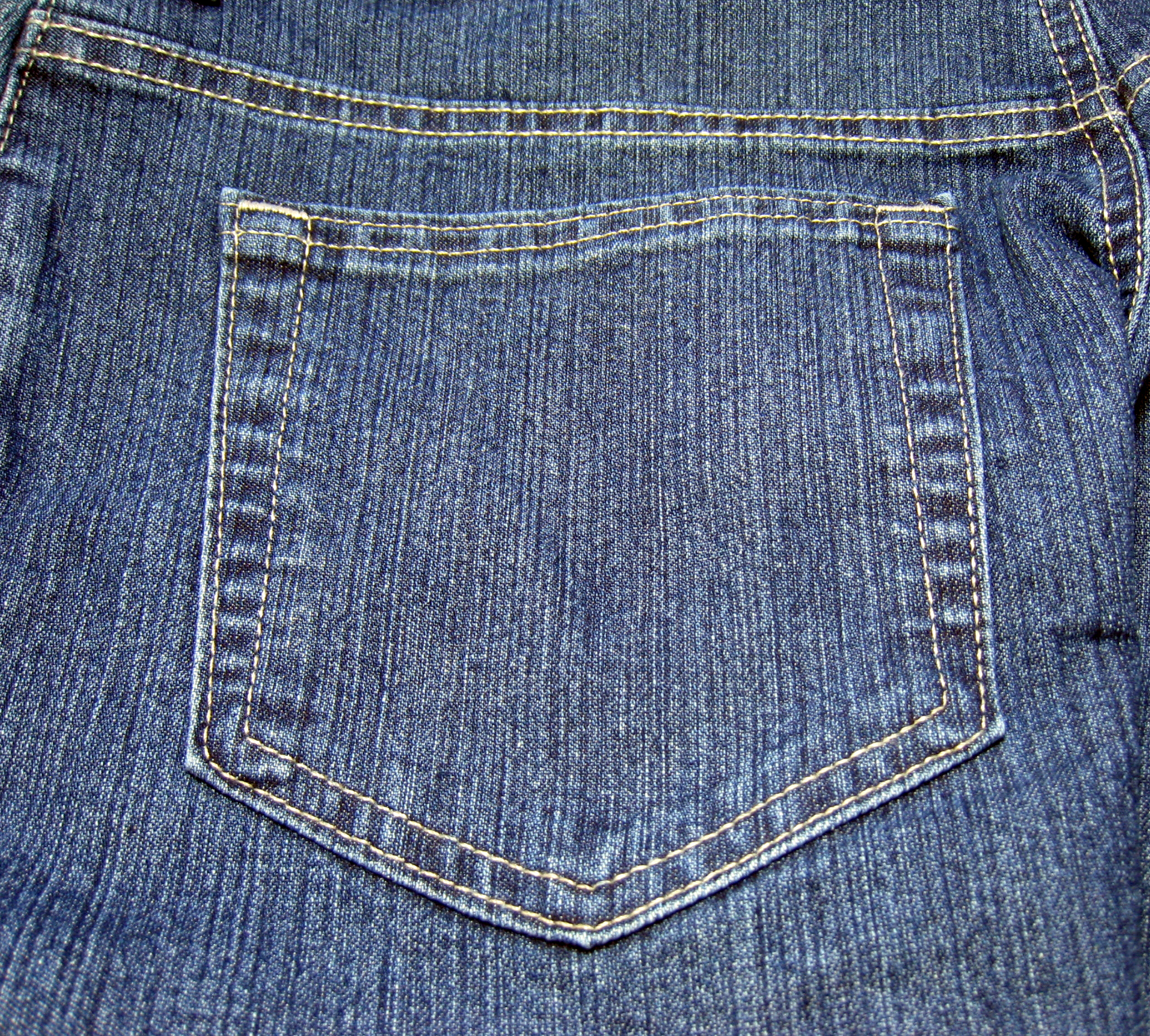
جيب بنطال جينز

الجيب هو كيس صغير، عادة ما يكون مخروطي الشكل، يستخدم في بعض الملابس.